# Samsung Galaxy A34 5G
Samsung Galaxy A34 5G — смартфон середнього рівня, розроблений Samsung Electronics, що входить до серії Galaxy A. Був представлений 14 березня 2023 року разом з Samsung Galaxy A54 5G.

## Дизайн
Екран виконаний зі скла Corning Gorilla Glass 5. Задня панель та бокова частина виготовлені з пластику.
Ззаду, як і більшість смартфонів Samsung, Galaxy A34 5G подібний до лінійки Samsung Galaxy S23. Також смартфон має захист від вологи та пилу по стандарту IP67.
Знизу знаходяться роз'єм USB-C, динамік та 2 мікрофони. Зверху розташований третій мікрофон та залежно від версії слот під 1 SIM-картку і карту пам'яті формату microSD до 1 ТБ або гібридний слот під 2 SIM-картки або 1 SIM-картку і карту пам'яті формату microSD до 1 ТБ. З правого боку розміщені кнопки регулювання гучності та кнопка блокування смартфона.
Смартфон продавався в 4 кольорах: бузковому (Awesome Violet), графіт (Awesome Graphite), срібному (Awesome Silver) та лайм (Awesome Lime).
| Колір | Назва                     |
| ----- | ------------------------- |
|       | Графіт (Awesome Graphite) |
|       | Срібний (Awesome Silver)  |
|       | Бузковий (Awesome Violet) |
|       | Лайм (Awesome Lime)       |

## Технічні характеристики

### Апаратне забезпечення

#### Платформа
Пристрій отримав процесор MediaTek MT6877V Dimensity 1080 з графічним процесором Mali-G68 MC4.

#### Акумулятор
Акумуляторна батарея отримала об'єм 5000 мА·год та підтримку швидкої зарядки на 25 Вт

#### Камера
Смартфон отримав основну потрійну камеру 48 Мп, f/1.8 (ширококутний) з фазовим автофокусом та оптичною стабілізацією зображення + 8 Мп, f/2.2 (надширококутний) + 5 Мп, f/2.4 (макро) та фронтальна камеру 13 Мп, f/2.2 (ширококутний). Основна та фронтальна камери вміють записувати відео в роздільній здатності 4K@30fps

#### Екран
Екран Super AMOLED, 6.6", FullHD+ (2340 × 1080) зі щільністю пікселів 390 ppi, співвідношенням сторін 19.5:9, частотою оновлення екрану 120 Гц та Infinity-U (краплеподібний виріз) під фронтальну камеру. Також в екран вмонтований сканер відбитку пальця.

### Звук
Смартфон отримав стереодинаміки. Роль другого динаміка виконує розмовний.

#### Пам'ять
Смартфон продавався в комплектаціях 6/128, 8/128 та 8/256 ГБ. В Україні смартфон офіційно продається у комплектаціях 6/128 та 8/256 ГБ.

### Програмне забезпечення
Смартфони був випущений на One UI 5.1 на базі Android 13 і був оновлений до One UI 7 на базі Android 15. 

## Рецензії
Оглядач з mezha.media поставив Samsung Galaxy A34 8.5 балів із 10. До переваг оглядач відніс дизайн, подібний до флагманських моделей, захист IP67, хорошу якість екрана та автономність, стереодинаміки, збалансовані характеристики, камери та програмне забезпечення. До недоліків він відніс вищу, ніж у попередників ціну.